# ラム・キー
ラム・キー（英語: Rum Cay）はバハマの県である。主な集落はポート・ネルソン。

## 隣接行政区画
- サン・サルバドル島
- ロング島

## 交通
- ポート・ネルソン空港（英語版）